# Higanyszál
Higanyszál (Pietro Maximoff) egy kitalált szereplő a Marvel Comics képregényekből. Szerepelt mind szuperhősként, mind gonosztevőként. Megalkotója Stan Lee, és Jack Kirby. Higanyszál első megjelenése az X-Men v1. #4 (1964 márciusa). Pietro a mutáns szuperbűnöző Magneto fia, és a Skarlát Boszorkányként is ismert Wanda Maximoff ikerfivére, valamint Polaris, más néven Lorna Dane féltestvére.

## Története

### Gyermekkor
Pietro és Wanda anyja a mutáns Magneto felesége volt, aki elmenekült férjétől miután először szembesült annak különleges képességével és azzal a kegyetlenséggel, ahogy azt használta. Az asszony ikrekkel volt viselős, akiknek létezéséről apjuk nem tudott. Magda Wundagore hegyeiben talált menedékre, az Evolúció Mesterének otthonában, ahol a mesterségesen kifejlesztett Új Emberek (New Men) éltek. A bába egy tehén-nő volt, Bova, ő segítette a világra a kis Pietrot és Wandát. Magda a szülés után két nappal elhagyta gyermekeit, Bovának egy levelet hagyott, amiben leírta: fél, hogy férje egy nap a nyomára lel és nem akarta kitenni ennek az ikreket.
Egy bizarr véletlen folytán ugyanabban az időben egy másik asszony is vajúdott a Wundragore környékén: Madelyne Joyce-Frank, a korábban Miss America-ként ismert szabadságharcos és férje Robert (más néven The Whizzer). Mind a nő mind a gyermekek meghaltak a szülésben. Bova megpróbálta enyhíteni Frank fájdalmát azáltal, hogy felajánlotta neki az elhagyott ikreket, Robert azonban nem kért belőlük.
Mivel a hegyen nem volt helye embereknek a Mester a cigány Django és Marja Maximoff gondozására bízta a világra jött gyermekeket, aki a sajátjaiként nevelte őket. A pár nemrég vesztette el saját utódait Anát és Mateo-t, így készségesen fogadták a kicsiket örökbe. Pietro és Wanda békés életet élt cigány nevelőszüleikkel. Django gyakran faragott marionett bábukat, hogy játszanak. A Maximoff-ok a cigány közösségen belül megbecsültnek számítottak, és semmi változás nem állt be szociális kapcsolataikban, mikor a testvérek mutáns ereje kezdett megmutatkozni. Azonban Django-t mind gyakrabban vitte rá a kényszer, hogy lopjon és egy alkalommal a dühös falusiak tűzbe borították a cigánytábort.
Marja a lángokban lelte halálát, de Pietro és Wanda megmenekültek. Az átéltek okozta megrendülés traumatikus élményeket hagyott a testvérekben.

### A Gonosz Mutánsok Testvérisége
Pietro csak arra emlékezett, hogy apja azt mondta neki, vigyázzon Wandára, és megtette, amit tudott. A következő pár évben csak hánykódtak, Pietro arra használta a sebességét, hogy nyulat fogjon maguknak, amit megehetnek. Egyszer felkereste őket Charles Xavier professzor, aki felajánlott nekik két helyet különleges képességű fiataloknak fenntartott iskolájában az Egyesült Államokban, de Pietro visszautasította, mert magában azt remélte, hogy egyedül is fejleszthetik magukat.
Egy sorsdöntő napon Wanda elcsatangolt a közeli faluba. A lány akkor még csak nagyon korlátozottan uralta képességeit és véletlenül kiszámíthatatlan átkainak egyike felgyújtott egy csűrt. Boszorkánynak kiáltották ki és megégették volna elevenen, ha Magneto nem menti meg a csőcseléktől. Hiába találkozott apa és gyermekei, egyikük sem tudott a köztük fennálló kötelékről.
Magneto magával vitte Pietrót és Wandát az M-aszetroidára, és elkezdte az ifjú mutánsok kiképzését, mint a Gonosz Mutánsok tagjait, és elkeresztelte őket Higanyszálnak és Skarlát Boszorkánynak. Az ikret csak azért maradtak, mert a Wanda életével voltak adósak. Hálából Magneto számos terrorista akciójában voltak aktív részesek. Mind Agymester, mind Varangy egészségtelen érdeklődést mutatott Wanda iránt, de Pietro újra és újra megvédte tőlük. A Testvériség sokszor keresztezte az X-Men útját, főleg mikor mindkét csapat megpróbált újabb mutánsokat toborozni a saját ügyük érdekében. Az ikrek végül akkor szabadultak meg, mikor Magnetót a rejtélyes, másik világból származó Idegen (Stranger) magával ragadta. Habár még egyszer felajánlották nekik a lehetőséget, hogy társuljanak az X-Mennel a testvérek úgy döntöttek, hogy magukkal is törődniük kell és hazatértek Transia-ba.
Kicsivel később Pietro egy újságcikkben meglátta a Bosszú Angyalainak toborzó hirdetését és meggyőzte testvérét, hogy be kéne adniuk a felvételi kérelmüket.

### A Bosszú Angyalai
A testvérpárt Darázs és Henry Pym helyére vették fel végül. Így történt, hogy Pietro és Wanda lettek az első mutánsok, akik csatlakozhattak a csoporthoz és Sólyomszemmel együtt az első bűnözők, akiknek eltekintettek múltbeli gaztetteiktől. Amerika Kapitány vezetésével a Bosszú Angyalainak ezt a felállását „Cap's Kooky Quartet”-ként is emlegették és ez volt az első jelentős megreformálása ennek a csoportnak.
Az Angyalok korai napjait belharcok töltötték ki, különösen a forrófejű Sólyomszem és Higanyszál között voltak napirenden az összecsapások, de csakhamar a Bosszúangyalok egyik legösszetartóbb variánsába fejlődtek. Az erőket, amiknek hatalomban híját látták, csapatmunkával egészítették ki.
Egy alkalommal, mikor Wanda és Pietro érezték, hogy erőik elgyengülnek, eltávozást kértek, hogy visszatérhessenek Wundagore-hoz. A hely ahol születtek furcsa mód újjáélesztette az erőiket, bár egy helyi tudós kúrája szintén hatással volt a gyógyulásukra. Mikor már majdnem teljesen birtokukban volt régi erejük az ikrekkel újra kapcsolatba lépett az X-Men, akiknek segítségre volt szükségük a Factor Three (Hármas Faktor), fenyegetésével szemben. Azonban a testvérek ez alkalommal sem tettek közeledő lépéseket a mutánsok felé, amit az Angyalokhoz való tagságukkal indokoltak. (Bár Wanda kételkedett, hogy a jó döntést hozták e meg.)
Már épp vissza készültek térni Amerikába, mikor egy idegen bolygóról származó hajó ért földet Transia-ban és elfogta a két mutáns fiatalt. Ixar, az alakváltó ezután Wanda képében a Bosszúangyalok kúriájához utazott és csapdába csalta a hősöket. Habár Amerika Kapitány gyanította a cselt, az Angyalokat kevés híján legyőzték, de végül sikerült távol tartaniuk a Földtől az idegeneket.
Miután kiszabadításukat követve Higanyszál és a Skarlát Boszorkány újra aktív tagok lettek a csapatban, ami kiegészült olyan új arcokkal, mint Góliát, Herkules és a visszatérő Darázs.
Látszólag az otthoni levegő nemcsak visszaszolgáltatta Pietro erőit, de meg is növelte azokat, amint erre hamarosan fény derült tréning közben. Miközben megpróbált leelőzni egy kilőtt lövedéket, Pietro felfedezte, hogy a lábai keltette rezgések olyan gyorsak, hogy rövidtávon inkább repül, mint fut. Higanyszál azonnal kihasználta ezt az új adottságát, hogy meglepje Sólyomszemet és Amerika Kapitányt, akik a szomszéd szobában edzettek.
Pietro jóra forduló sorsa ellenére lassan hasonló elutasítást kezdett táplálni magában az egyszerű emberek irányába, mint biológiai apja. Ez akkor tört ki rajta teljes erővel, mikor Magneto visszatért az űrből, elfogta az ikreket és megkérte, hogy kísérjék el az ENSZ-be. Az épületben azonban az egyik biztonsági őr rálőtt a Skarlát Boszorkányra. Pietro nem Magnetót, hanem az emberi őrt hibáztatta és önszántából a Testvériség mellé állt, és sebesült testvérét is magával vitte.
Wanda a golyó hatására időlegesen elvesztette az erőit és tehetetlen tanúja volt, ahogy az X-Ment Magneto a szolgálatába kényszeríti. Pietro csakhamar ráébredt, hogy a tettei meggondolatlanok voltak. Az Angyalok segítségével az X-Men és Varangy a mágnesesség urát látszólag megölte egy földcsuszamlásban. Újra a Bosszúangyaloknál Wanda, Pietro és Varangy útitársak lettek egy békés hely után kutatva- legyen az bárhol a világon.
Azonban – mint akkoriban sok más mutánst- őket is elfogták a mutánsvadász Őr-robotok, amiket ez alkalommal Larry Trask, a robotok tervezőjének Bolivar Trasknek fia és Chalmers bíró aktiváltatta. Mire Chalmers felfedte, hogy ő maga is mutáns, már túl késő volt leállítani őket. Ha nincs az X-Men minden rendellenes génnel született embert bebörtönöznek.
Míg azt kutatták, hogyan lehetne helyreállítani Wanda hatalmát a testvérek Európába mentek és több monostor könyvtárát is ellenőrizték, míg egy ősi varázslatokról szóló könyvet találtak. Wanda úgy érezte ellenállhatatlan késztetés hajtja, hogy végrehajtson közülük egyet. Így került a misztikus Arkon világába hátrahagyva a megdöbbent Pietrót és Varangyot. Sorozatos kalandok árán, de képes volt visszatérni a testvéréhez és még a mutáns erői felett is újra ellenőrzéssel bírt.
Távollétük alatt a Bosszú Angyalai számos új tagot fogadtak soraikba, köztük a Víziót is. Az android emberi lelke és komor-hideg hangja nagy hatással volt Pietro testvérére. Amint Higanyszál észrevette Wanda vonzódását rögtön helyteleníteni kezdte a potenciális kapcsolatot, mert nem akarta elveszteni szeretett testvérét egy gép kedvéért. Ennek a civódásnak eredménye lett, hogy nem tudtak koncentrálni egy Skrullokkal való küzdelemben és mindkét testvér fogságba esett. Végül Marvel Kapitány segítségével szöktek meg, akit szintén elraboltak az idegenek.
A Földre visszatérve Pietrónak engednie kellett, de biztos volt abban, hogy Wandának hosszú távon a Vízió iránt érzett rajongása nem hoz boldogságot.

### Szerelem és házasság
Mikor nem sokkal később az Őr-robotok, magukkal ragadták Wandát, hogy erőforrásként használják, egy olyan gépezethez, ami minden mutánst sterilizál, Pietro már magányos és frusztrált volt. Dühösen verte le magáról Amerika Kapitány kezét.
Tartsd magad távol tőlem Steve Rogers (…) Nem veszek részt az idióta terveidben. Mire ment a drágalátos megtorló terveiddel Wanda, mikor egy Őr eljött érte. És ti hívjátok magatokat a Bosszú Angyalainak! Milyen jó vicc! Talán a legjobb, amit valaha hallottam!
Higanyszál nem követte a csapattársai tervét, mikor a testvéréért indultak, akik tudtukon kívül rázárták a robotok bázisának bejáratát. Pietro meghalt volna, ha a Nem-Emberek (Inhumans) fajából származó Kristály nem lép közbe. Épp visszaúton volt a Fantasztikus Négyestől, mikor teleportáló kutyája, Lockjaw megérezte az összecsapást. Kristály magával vitte családjához a jóképű idegent, ahol gondos ápolással felgyógyult. Ez volt az első alkalom, mikor Pietro egy olyan nővel volt együtt, aki nem a nővére. Kölcsönös vonzódásuk csakhamar szerelemmé változott, habár Kristály akkor még a Fáklya barátnője volt. A lány egy ideig hezitált, majd Pietrót választotta.
Pietro személy szerint tartózkodott attól, hogy a Bosszú Angyalait meghívja az esküvőjére, akik végül azonban épp a Nem Emberek vendégeiként voltak jelen, csakúgy, mint a Fantasztikus Négyes. Minden nehézség ellenére végül a szerelmesek egybekeltek.

### Django halála
Néhány héttel később Wanda szintén összeházasodott a Vízióval. A Bosszú Angyalai mivel hiányt szenvedtek az aktív tagokban, pár korábbi hőst kértek meg a visszatérésre, köztük Higanyszálat is. Pietro azonban dühösen visszautasította őket, mondván, hogy az Angyalok arra kérik, hagyja el a saját házasságát, hogy Wanda boldog legyen egy olyan férfival, akit ő nem fogadott el.
Mindazonáltal az Angyalok meghitt csapata után a Nem Emberek királyi családjában kívülállónak érezte magát, s vezetőjük Black Bolt sem segített túl sokat, hogy hasznosnak érezze magát. Pietro ellenszenvét Vízióval szemben a Gyűjtő (the Collector) támadása oldotta fel, amibe Higanyszál is belekeveredett. Ekkor találkozott ugyanis Jocasta-val, a robotnővel és hasonló idegenkedéssel viszonyult hozzá. Egy másik új Bosszúangyal, a telepatikus erővel rendelkező Holdsárkány a férfi bigott viselkedésétől undorodva agresszíven behatolt Higanyszál elméjébe és erőszakosan elfogadásra kényszerítette. Erre Pietro rögtön sógoraként kezdte el kezelni Víziót.
Ez után történt, hogy az amerikai kormány 7 aktív tagra korlátozta a Bosszú Angyalainak névsorát: Wanda és férje köztük volt, Pietro nem. Mielőtt azonban elhagyhatta volna a házat egy láthatatlan erő ledöntötte a lábáról, majd nem sokkal később testvérét is. A szálat egy magát Django Maximoffnak nevező öregemberhez vezettek, aki az ikrek erejét apró marionettekbe helyezte. Bár nem ismerték fel őt Django azt állította, hogy Pietro és Wanda az ő saját gyermekei voltak. Hogy megoldják a konfliktust beleegyeztek, hogy vele tartanak szülőföldjükre. Ott végül Bovától a tehén-asszonytól megtudták születésük igaz történetét. Összecsaptak a démoni Chthon-nal, a csata alatt nevelőapjuk elhunyt, akit később a hegy lábánál helyeztek örök nyugalomra.
A szomorú események után hazatérő Pietrót az elragadtatott Kristály azzal a hírrel fogadja, hogy gyermeket vár.

### A nagyapa
A Nem Emberek otthona Attilan légköre szennyezetté vált és faj gyenge immunrendszere nehezen viselte ezt. Új otthonuknak a Hold Kék Területét választották. Ott a nemzetség magához tért és Kristály Mr. Fantastic orvosi segítsége mellett hozta világra lányát: Lunát.
Mikor Wanda először látogatta meg kis unokahúgát a holdon, egy hívatlan vendégbe ütköztek: Magnetóba. A testvérek féltek, hogy a Gonosz Mutánsok soraiba akarja őket visszahívni és azonnal támadtak. A harc akkor állt meg, mikor Kristály, lánya épségét féltve felkiáltott. Ekkor fedte fel Magneto, hogy nemrég megtudta, ő az ikrek biológiai apja. Kristály megengedte, hogy felvegye a gyermekét és a karjában tartsa egy békés pillanatra, ám Pietrót elborzasztotta az újdonsült apa kísérlete a családi kötelékre és kitépte gyermekét Magneto kezéből. Wanda teljesen egyetértett fivérével.
Mindazonáltal Higanyszál újra fejleszteni kényszerült saját intoleranciáját, mikor kiderült, hogy a kis Luna teljesen átlagos embernek született, sem mutáns, sem Nem Emberi képességekkel nem rendelkezik. Szerette volna kitenni a lányát a Terrigen Köd mutációs erejének abban a reményben, hogy az különleges erőkkel ruházhatná fel Lunát, de leállították, és elmondták neki, hogy felesége kutyája Lockjaw, nem állat, hanem a Terrigen Köd kiszámíthatatlan hatásának egy áldozata, egy szörnyűségesen mutálódott Nem Ember.
Mivel a Nem Emberek tapasztalatlanok voltak egy emberi csecsemő gondozásában Pietro felkereste Bovát, hogy megkérje, legyen Luna dajkája, ahol megtudta, hogy éppen tőle értesült Magneto gyermekei létezéséről.

### A házasságtörés
Míg azon volt, hogy végleg beilleszkedjen felesége családjába Pietro jelentkezett a királyi nemzetőrségbe, ami sok időt elvett Lunától és Kristálytól. Mikor Wanda teherbe esett Víziótól gratulált nekik a boldogságukhoz. Hálaadáskor Higanyszál és Kristály elutaztak hozzájuk, Pietro nem tudta, hogy nővére Magnetot is meghívta, aki közben megpróbálta megváltoztatni az életét, hogy gyermekei elfogadják őt. A hálaadás Pietro házassága számára a vég kezdetének bizonyult. A sértett és magányos Kristály viszonyt kezdett Wanda és Vízió egy szomszédjával, Norman Webster-rel, akivel a partin ismerkedett meg. E miatt azonban nagyobb dózis szennyezőanyag-közömbösítő italt kellett magához vennie (a Nem Emberi immunrendszere miatt) és kómába esett. Pietro egy hónapig hánykódott aggodalmai között, mikor az ébredező Kristály véletlenül magában beszélve felfedte az ügyet.
Pietro első dühében bosszút akart állni, hogy így felszarvazták és parancsot adott a nemzetőrségnek, hogy fogják el a házasságtörőt. Amikor a katonák látták, hogy a királyi család többi tagja a védelmébe veszi Webster-t, megtagadták az utasítás teljesítését, ráadásul Wanda azt tanácsolta neki, hogy kerekedjen felül az érzésein. Pietro mindenkitől elárulva érezvén magát pár érdes szó után elhagyta a Holdat.
Korábbi csapattársai ellen fordult, és eskü alatt tanúskodott a Bosszú Angyalai ellen, ami után letartóztatásba helyezték a keleti és nyugati parti Angyalokat is. Csak akkor állt meg mikor Vízió szembesítette újszülött unokaöccseivel, Thomas-sal és Williammel. Pietro képtelen volt átvetíteni gyűlöletét a két ártatlan gyerekre. Süllyedése az őrületbe mindazonáltal folytatódott. Ráadásul az Őrült Maximus (Maximus the Mad), vagyis Black Bolt bátyjának befolyása alá került, aki felszabadította Higanyszál gonosz oldalát.

### A Bosszú Angyalai Magyarországon
Számos gaztettet követett el, míg végül a kis Franklin Richards felidézte benne a saját lányát és megesküdött, hogy helyrehozza a dolgokat. Hamarosan úgy döntött, hogy átveszi apja helyét a mutánsok vitathatatlan királyaként. Magyarországra utazott és lepaktált egy kommunista szervezettel, amely elkezdett szervezni egy szuperképességű ügynökökből álló csoportot. Hogy segítsen a magyaroknak felszabadítani természetfeletti képességeiket (és bosszút álljon feltételezett árulóin) csábította Wandát, Víziót és az Angyalok nyugati parti szakaszát is. Az Angyalok gépét azonban Latveria felett lelőtték. Higanyszál, mint nagykövet ment tárgyalni a Bosszúangyalok kiadatásáról, de csak Kristoff-ot találta a trónon Fátum Doktor helyett. A mesteréhez hű Kristoff a saját kezével próbálta megölni Pietrót, de a pont időben kiszabaduló Angyalok megmentették. A hősök követték Higanyszálat vissza Magyarországra, ahol a férfit legyőzte egy pszichikai erőkkel rendelkező nő. Pietro ellenfele mentális blokkokat emelt az agyában, és megfosztotta a futás képességétől.

## Más média
- Higanyszál feltűnik a Kids Warner X-Men: Evolúció című rajzfilmsorozatában, ahol a Testvériség tagja.
- A X-Men - Az újrakezdés 2008-ban indult sorozatában is a Testvériség tagja, aki tisztázatlan okok miatt kiesett apja, Magneto kegyeiből, és mindent megtesz azért, hogy eljuthasson hozzá Genoshára.

## Érdekességek
- A későbbiekben Pietro és Wanda esetére is hivatkozott az alakváltó Rejtély, mikor felajánlotta az amerikai kormány számára a Gonosz Mutánsok Testvériségének szolgálatait a kegyelemért cserébe, hogy több esélyt biztosítson csapatának az életben maradásra.[35]